# تبغ عالي
دخان الزهور أو التبغ العالي (الاسم العلمي: Nicotiana alata) هو نوع من النباتات يتبع جنس التبغ من الفصيلة الباذنجانية.